# 下埤頭 (臺北市)
下埤頭，是臺北市的一個地名，位於今中山區、松山區交界地帶中北部，範圍包括中山區的新庄里東北角、大佳里東北角與西南角除外部分、行孝里西北角除外部分、行政里東大半部、行仁里、下埤里、新生里東南角、中庄里東北角、松江里北大半部、江寧里、江山里西南角除外部分、朱馥里東北角、龍洲里北端，以及松山區的精忠里西北部及西南部、民福里、民有里、松基里北部。範圍約今日松江路以東、民族東路以南、敦化北路以西、民生東路以北。

## 歷史
台灣清治末期至日治前期，該地區為一街庄，稱為「下埤頭庄」，隸屬於大加蚋堡。該庄北隔基隆河與大直庄為鄰，東與下塔悠庄、東勢庄為鄰，南邊為中崙庄、朱厝崙庄，西南端為中庄仔庄，西邊為新庄仔庄。
1901年（日治明治三十四年）11月，該庄為臺北廳直轄，隸屬於第三區。1906年（明治三十九年）1月，第三區改名「大龍峒區」。1920年（大正九年）下埤頭庄改制為「下埤頭」大字，隸屬於臺北州臺北市。
戰後臺北市改制為省轄市。1946年2月臺北市劃分為10個區，下埤頭地區隸屬於中山區，劃為大佳、下埤2里。1968年7月臺北市改制為院轄市。1990年3月，臺北市各區重劃，該地區分屬於中山區、松山區。

## 交通
台北捷運文湖線、中和新蘆線經過下埤頭地區，分別設有中山國中站、行天宮站。鄰近居民可由此等路線及相關路網快速前往大台北地區各地，或在台北車站轉搭高鐵、台鐵或客運前往全台各地。
捷運中山國中站，原擬命名下埤頭站，但後因居民反對而改為現名。國道1號橫向穿越本地區北部，在本地區與西新庄子交界處設有圓山交流道，可由此前往全台南北各地。

## 學校
- 國立臺北大學民生校區
- 中山國中
- 五常國中
- 五常國小

## 公園
- 榮星花園
- 大佳河濱公園